# 當日沖銷
當日沖銷（Day trading，簡稱當沖）是金融市場上的一種短期交易行為，是為了從當日證券或商品價格的波動中賺取利潤，或是在股票或金融期货市場上買進或賣出後，為了避免價格波動的風險，在當天進行拋補以軋平頭寸，而在同一日買進及賣出同一檔金融商品的投機式交易。會以當日沖銷方式進行的大多是股票、期貨、選擇權、外匯等和一系列期貨合約，如股指期貨，利率期貨，貨幣期貨和商品期貨。使用這種交易方式的投資者常被稱為當沖客（day trader）。
目前證券市場中當日沖銷主要的交易方式為利用LEVEL（即台股中的五檔量價）及TAS（即台股中的成交明細）去分析股票短線的走勢或是在一定價格區間中震盪模式，進而從中賺取利潤，交易方式較一般股票交易方式不同，通常只需一兩個價格單位跳動即可出場獲利。
台股的當沖交易則分為「現股當沖」和「資券當沖」兩種，由於當沖具有一定的風險，在2014年以前，僅開放資券當沖（屬信用交易），自2014年起才開放現股當沖，讓沒有開設信用交易戶的投資人也能進行當沖買賣。

## 當沖優點[2]
- 不需交割股票的本金
- 較低的證交稅優惠
- 提供操作錯誤的補救方式
- 降低持股留倉的風險

## 當沖風險
- 壓錯方向賠價差：因為從事當沖交易，若股價走勢與預期方向相左，或股價未有明顯波動，會有差價損失的可能。
- 成本積少成多：現股當沖交易成本雖然較低，若頻繁進出交易，交易成本（手續費等）積少成多，將進一步壓縮獲利或加重損失。
- 週轉不靈：現股當沖不必抱股留倉，雖然可快速獲利了結，但有多少股票就得準備多少現金，很多股市新手投身股海，在資金運用與調度欠缺靈活度，只要帳上餘額不足就有違約交割風險，在金融業裡，違約就等於信用破產。[3]

## 當沖爭議

### 台股當沖比例過高
2021上半年，台股爆量收黑，但成交量卻屢屢刷新紀錄、甚至爆出一天超過進出6000億元的天量。其中，當沖交易量占比超過四成，政府又延擬延長當沖優惠稅制，引來大眾抨擊「政府開賭場」、「政府當莊抽頭」。
財經專家謝晨彥認為，做當沖前要有正確心態，了解當沖的本質，「我們不應把當沖妖魔化，在一個健全的投資市場中，本應要有各種投資工具來保持交易多元性，而當沖可用短線持股，沖掉長線持有的風險，是對沖避險工具。」政治大學商學院教授兼副院長周冠男則表示，「當沖真的很危險」，年輕人大量投入股市固然沒有不好，但「前提是不要玩短線交易，因為市場的短期波動幾乎是無法預測的。」

## 關聯項目
- 高頻交易
- 當沖客

## 外部連結
- 即日鮮